# West Pennard
West Pennard är en ort och civil parish i Storbritannien.   Den ligger i grevskapet Somerset och riksdelen England, i den södra delen av landet, 180 km väster om huvudstaden London. West Pennard ligger 32 meter över havet och antalet invånare är 670.
Terrängen runt West Pennard är platt åt sydväst, men åt nordost är den kuperad.Runt West Pennard är det ganska tätbefolkat, med 160 invånare per kvadratkilometer. Trakten runt West Pennard består till största delen av jordbruksmark.